# Modica

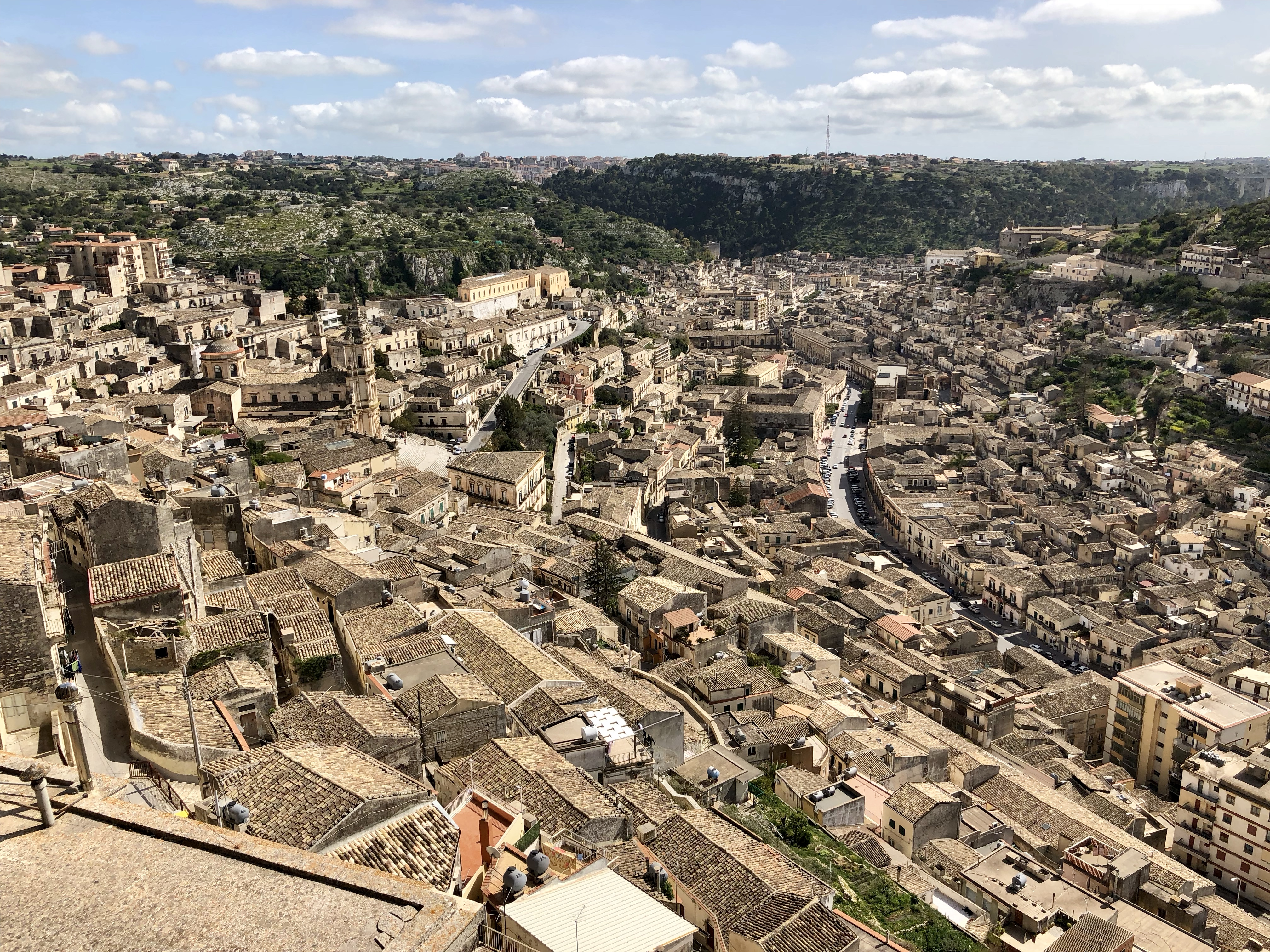
Blick auf Modica

Modica ist eine Stadt und Gemeinde im Südosten von Sizilien und liegt im Freien Gemeindekonsortium Ragusa in Italien mit 53.485 Einwohnern (Stand 31. Dezember 2023). Sie ist eine der spätbarocken Städte des Val di Noto, die zum UNESCO-Welterbe erklärt wurden.

## Geographie
Die Stadt liegt auf einer Höhe von 296 m s.l.m. und 20 km südöstlich von Ragusa an den Südhängen der Monti Iblei. Die Hauptortsteile von Modica sind Modica alta, Modica bassa, Modica sorda und Marina di Modica.
Die Nachbargemeinden sind Buscemi, Giarratana, Ispica, Noto (SR), Palazzolo Acreide, Pozzallo, Ragusa, Rosolini (SR) und Scicli.

## Wirtschaft
Bedeutender Wirtschaftszweig ist die Landwirtschaft mit dem Anbau von Oliven, Johannisbrotbäumen und Getreide. Gemüse wird in größerem Umfang in Treibhäusern angebaut. Daneben haben Viehzucht (Modica-Rind), Milchwirtschaft und die Produktion von Schokolade aus Modica Bedeutung erlangt. Auch der Tourismus wird seit einigen Jahren stark gefördert, insbesondere durch Veranstaltungen von historischen Events und den Vertrieb typischer Spezialitäten wie Schokolade und Schokoladenlikör, die aufgrund der hohen Nachfrage auch überregional vermarktet werden.

## Geschichte
Die Stadt wurde von den Sikulern unter dem Namen Motyka gegründet und in späteren Zeiten von Griechen und Römern bewohnt, von deren Präsenz sich aber kaum nennenswerte Spuren erhalten haben. Die Araber eroberten 845 die Stadt und nannten sie Mohac. Im 11. Jahrhundert übernahmen die Normannen, angeführt von Roger I., die Stadt.
Modica wurde wie andere Städte im Val di Noto durch das Erdbeben auf Sizilien 1693 zerstört, bei dem in Sizilien 60.000 Menschen ums Leben kamen. Im Stil des sizilianischen Barocks wieder aufgebaut, ist Modica trotz zweier Überflutungen 1833 und 1902 heute ein ruhiges Regionalzentrum mit einem der schönsten Stadtbilder im Stil des sizilianischen Barocks.

## Bauwerke
- Kirche Santa Maria delle Grazie aus dem Jahre 1615, der Bau blieb unvollendet
- Kirche San Pietro aus dem 18. Jahrhundert mit einem Treppenaufgang, an dem Figuren der zwölf Apostel stehen
- Kirche San Giorgio aus dem 12. Jahrhundert, im 17. Jahrhundert von Rosario Gagliardi wieder aufgebaut, sie befindet sich am Ende eines Treppenaufgangs mit 250 Stufen
- Geburtshaus von Salvatore Quasimodo
- Dammusi

## Bilder

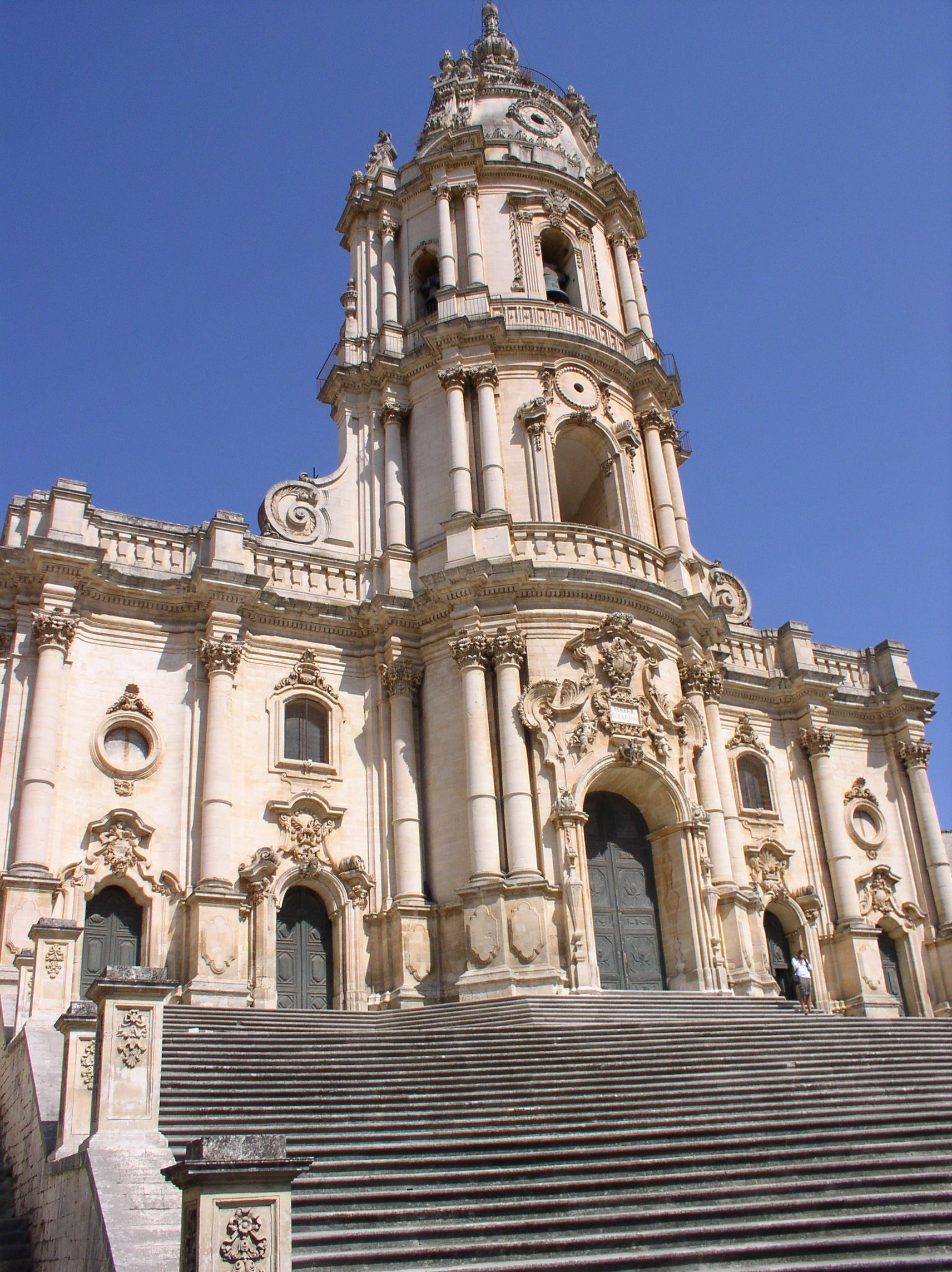
Kirche San Giorgio
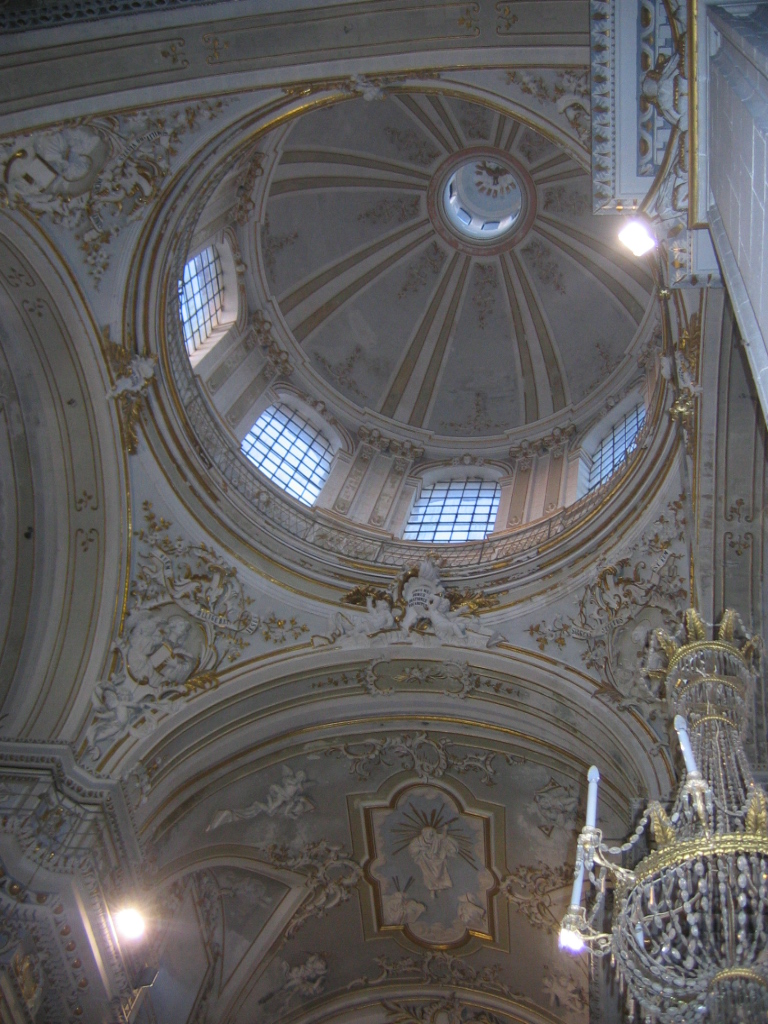
San Giorgio – Kuppel
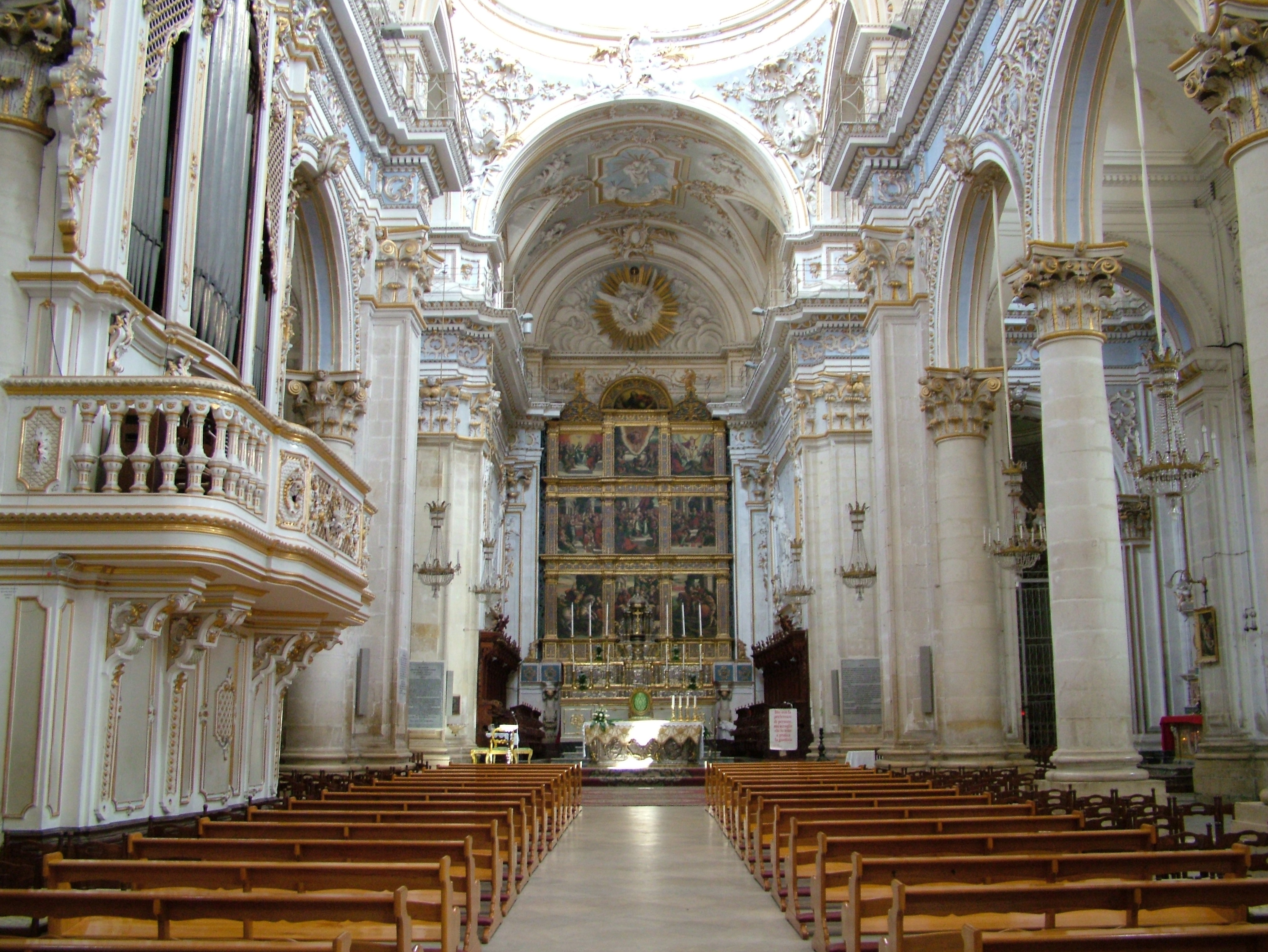
San Giorgio – Innenraum
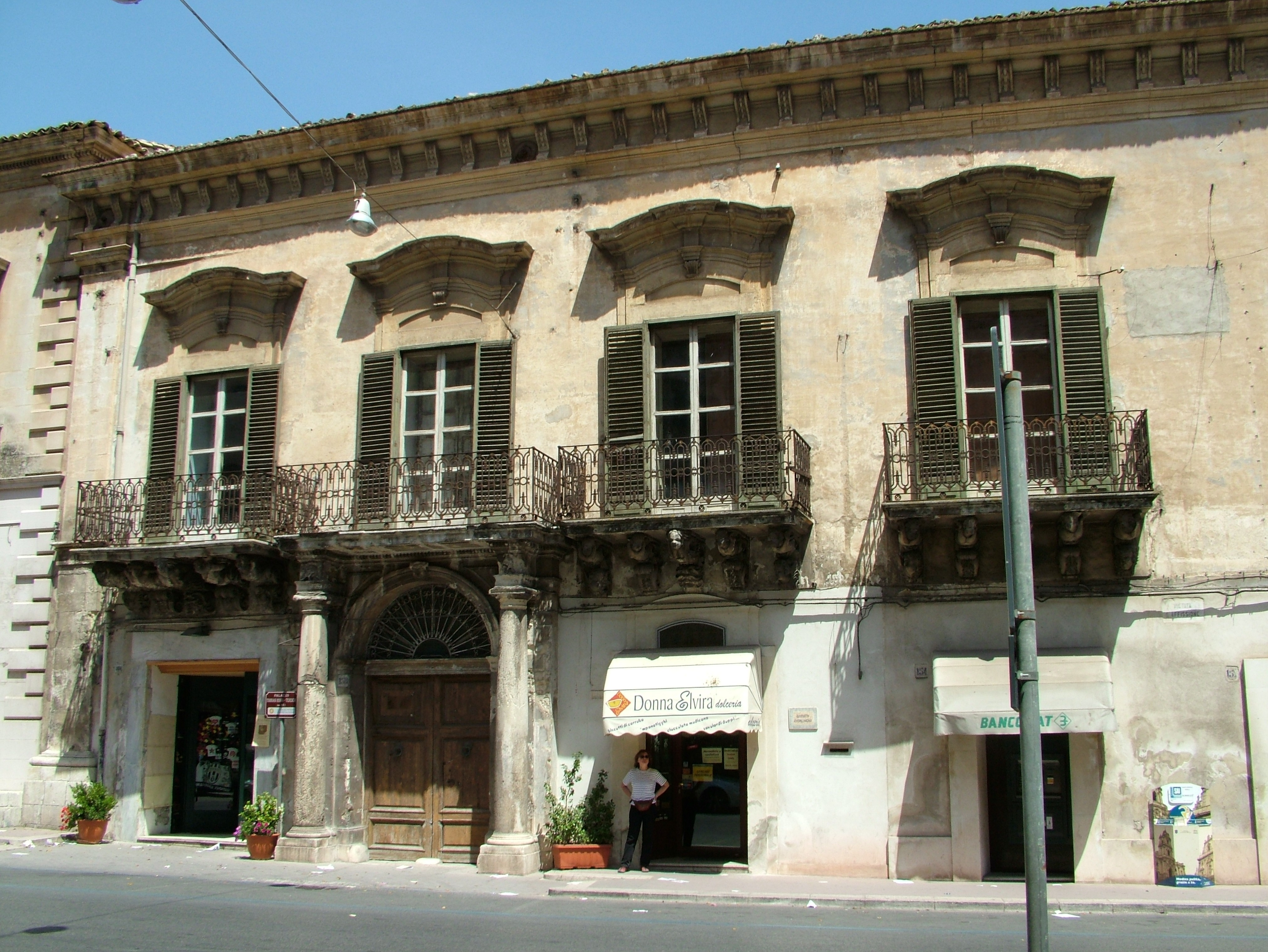
Palast der Familie Tedeschi
Kathedrale San Pietro
Kathedrale San Pietro, Innenraum
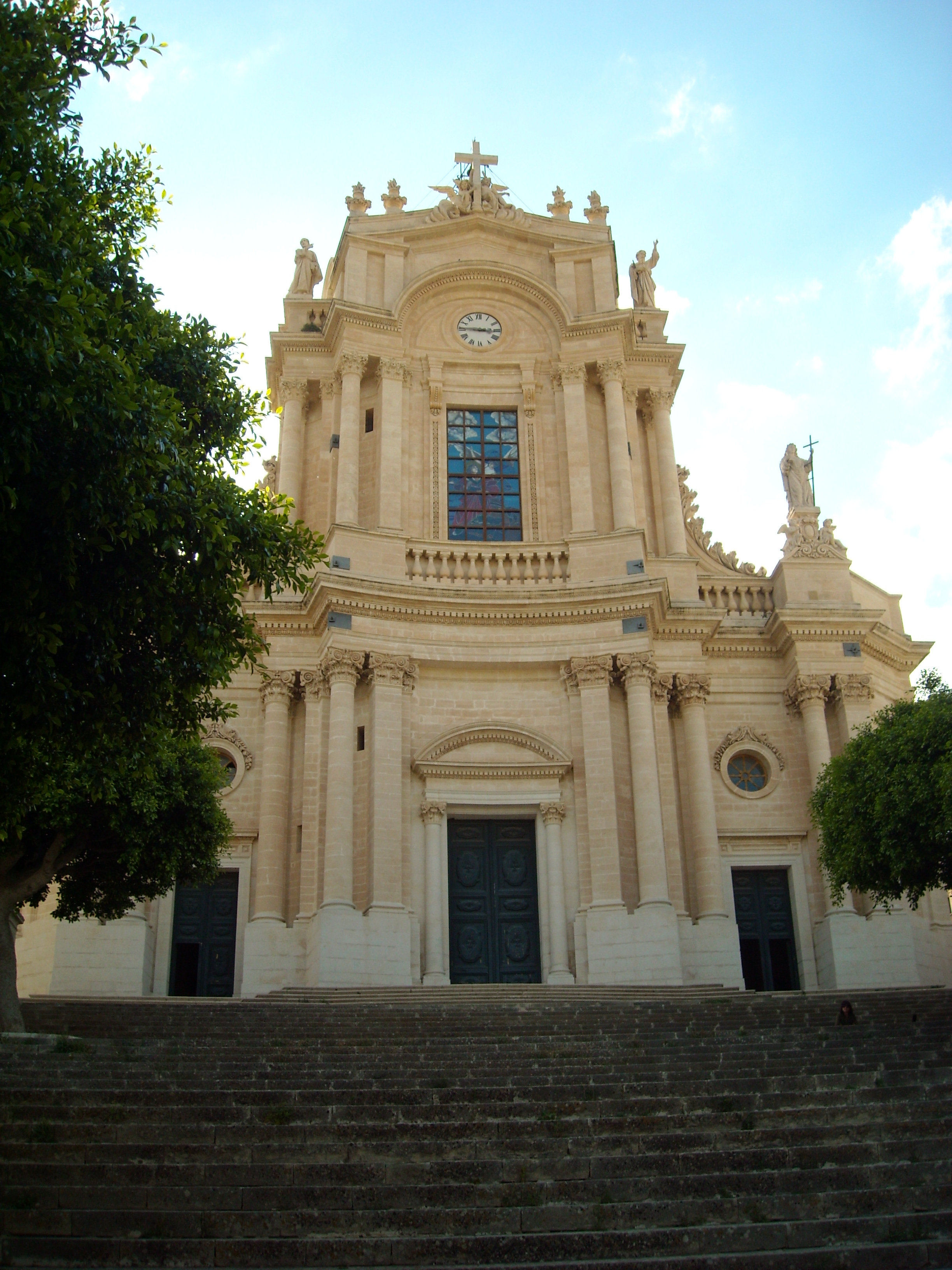
Kirche San Giovanni
Innenraum der Kirche San Giovanni

## Personen
- Giovan Pietro Grimaldi (1860–1918), Physiker und Akademiker
- Clemente Grimaldi (1862–1915), Agronom, Botaniker und Politiker
- Salvatore Quasimodo (1901–1968), Lyriker und Kritiker, Träger des Nobelpreises für Literatur 1959
- Jorge Scarso (1916–2015), katholischer Ordensgeistlicher, Bischof von Patos de Minas in Brasilien
- Anna Finocchiaro (* 1955), Politikerin und Senatorin
- Angelo Giurdanella (* 1956), katholischer Geistlicher, Bischof von Mazara del Vallo
- Aurelio Grimaldi (* 1957), Regisseur und Schriftsteller
- Rosario Gisana (* 1959), katholischer Geistlicher, Bischof von Piazza Armerina
- Giorgio Avola (* 1989), Florettfechter
- Giovanni Caccamo (* 1990), Singer, Songwriter